# 忍たまがやってくる
忍たまがやってくる（にんたまがやってくる）とは、NHK教育テレビジョンで放送されていたテレビ番組。

## 概要
アニメ『忍たま乱太郎』のバラエティ版スペシャル。『特集・忍たま乱太郎』として1994年5月4日に放送開始。1995年5月4日より『忍たまがやってきた』に改題、1996年5月3日より『忍たまがやってくる』に再改題し、2005年4月29日まで日曜以外の祝日および振替休日に放送された。
着ぐるみの忍たまキャラクターによる劇、ゲーム、クイズなどで構成した公開イベントのステージショーとアニメの再放送を合わせた60分枠番組。
大晦日スペシャルでは、年内に放送されたステージショーの総集編を中心に、アニメの傑作選に加え、着ぐるみの忍たまキャラクターによる新作コントも放送された。
エンディングテーマはアニメ版とは異なり、一貫して「0点チャンピオン」が使用された。
2016年3月13日に『お願い！編集長』にて2004年3月20日放送の「静岡の段」が再放送。2023年12月8日から2024年1月19日まで『Eテレタイムマシン』において、計5回分が再放送された。『Eテレタイムマシン』での再放送に関しては、アニメの再放送パートをカットして公開録画パートを24分間に再編集したバージョンでの放送となる。

## 出演者
| 期間                           | 出演者                                            | 出演者                                                  | 出演者                                        |
| ------------------------------ | ------------------------------------------------- | ------------------------------------------------------- | --------------------------------------------- |
| 1994年05月04日 - 1996年5月03日 | 光GENJIのメンバー（内海光司、佐藤敦啓、山本淳一） | 光GENJIのメンバー（内海光司、佐藤敦啓、山本淳一）       | 松尾銀三                                      |
| 1996年09月23日 - 1997年7月21日 | 住田隆                                            | ふせえり                                                | 有田気恵                                      |
| 1997年09月23日 - 1998年3月21日 | 住田隆                                            | ふせえり                                                | 藤村ちか                                      |
| 1998年07月20日 - 2001年3月20日 | 石塚英彦                                          | きゃんひとみ                                            | 藤村ちか                                      |
| 2001年07月20日 - 2004年3月20日 | ジモン - 寺門ジモン                               | 女王ナッキー→ほしシイタケレンジャー ナッキー - 岡本夏生 | ノッコ→ニンジンレンジャー ノッコ - 佐久間信子 |
| 2004年10月11日 - 2005年4月29日 | ピーマンレンジャー クワノ - 桑野信義              | 女王ナッキー→ほしシイタケレンジャー ナッキー - 岡本夏生 | ノッコ→ニンジンレンジャー ノッコ - 佐久間信子 |

### 声の出演
- 猪名寺乱太郎 - 高山みなみ
- 摂津のきり丸 - 田中真弓
- 福富しんべヱ - 一龍斎貞友[注釈 2]
- 山田伝蔵 - 大塚周夫
- 稗田八方斎 - 飯塚昭三
- ナレーション - 曽根清美

### その他の出演者
- ドクタケ忍者 - 小倉敏博、三好徹哉、登丸英介、永徳、金森規郎、速水尚
- 着ぐるみ操演 - 真次明美、日野綾子、福田澄江、張維権、前旬浩史、平本八千代、匠耕作、佐藤耕、山本和徳、宮林大輔、花川仁教

## 放送リスト
| 回 | 初回放送日時                     | 祝日等             | タイトル           | 収録会場                       |
| -- | -------------------------------- | ------------------ | ------------------ | ------------------------------ |
| 1  | 1994年05月04日 水曜日09:00-10:00 | 国民の休日         |                    | 日光江戸村                     |
| 2  | 1994年09月23日 金曜日09:00-10:00 | 秋分の日           |                    |                                |
| 3  | 1994年12月23日 金曜日09:00-10:00 | 天皇誕生日         | 野外忍術学園に挑戦 |                                |
| 4  | 1994年12月31日 土曜日17:00-18:00 | 大晦日             |                    | 千代田放送会館                 |
| 5  | 1995年05月04日 木曜日09:00-10:00 | 国民の休日         | 新潟の段           |                                |
| 6  | 1995年09月23日 土曜日09:00-10:00 | 秋分の日           | 高知の段           | 南国市立市民体育館             |
| 7  | 1995年12月23日 土曜日09:00-10:00 | 天皇誕生日         | 武蔵村山の段       | 武蔵村山市民会館               |
| 8  | 1995年12月31日 日曜日08:00-09:30 | 大晦日             | 忍たまスペシャル   | 総集編                         |
| 9  | 1996年03月20日 水曜日09:00-10:00 | 春分の日           | 千葉・我孫子の段   | 我孫子市民会館                 |
| 10 | 1996年05月03日 金曜日09:00-10:00 | 憲法記念日         | 埼玉・羽生の段     | 産業文化ホール                 |
| 11 | 1996年09月23日 月曜日09:00-10:00 | 秋分の日           | 神奈川・茅ケ崎の段 | 茅ヶ崎市民文化会館             |
| 12 | 1996年12月23日 月曜日09:00-10:00 | 天皇誕生日         | 千葉・八日市場の段 | 八日市場ドーム                 |
| 13 | 1996年12月31日 火曜日08:00-09:30 | 大晦日             | デラックス         | 総集編                         |
| 14 | 1997年03月20日 木曜日09:00-10:00 | 春分の日           | 愛知・三好の段     | 三好町文化センターサンアート   |
| 15 | 1997年07月21日 月曜日09:00-10:00 | 海の日の振替休日   | 愛媛・松山の段     | 松山市総合コミュニティセンター |
| 16 | 1997年09月23日 火曜日09:00-10:00 | 秋分の日           | 千葉・茂原の段     | 茂原市民会館                   |
| 17 | 1997年12月23日 火曜日09:00-10:00 | 天皇誕生日         | 神奈川・横須賀の段 | 横須賀市文化会館               |
| 18 | 1997年12月31日 水曜日10:00-11:30 | 大晦日             | 総集編'97          | 総集編                         |
| 19 | 1998年03月21日 土曜日09:00-10:00 | 春分の日           | 青森の段           | 青森市文化会館                 |
| 20 | 1998年07月20日 月曜日09:00-10:00 | 海の日             | 長野の段           | 若里市民文化ホール             |
| 21 | 1998年09月23日 水曜日09:00-10:00 | 秋分の日           | 千葉・成田の段     | 成田国際文化会館               |
| 22 | 1998年11月03日 火曜日09:00-10:00 | 文化の日           | 奈良・御所の段     | 御所市民会館                   |
| 23 | 1998年12月31日 木曜日09:00-10:40 | 大晦日             | デラックス         | 総集編                         |
| 24 | 1999年02月11日 木曜日09:00-10:00 | 建国記念の日       | 埼玉・草加の段     | 草加市文化会館                 |
| 25 | 1999年07月20日 火曜日09:00-10:00 | 海の日             | 神奈川・川崎の段   | 川崎市教育文化会館             |
| 26 | 1999年09月23日 木曜日09:00-10:00 | 秋分の日           | 宮城・石巻の段     | 石巻市民会館                   |
| 27 | 1999年12月31日 金曜日09:00-10:45 | 大晦日             | デラックス'99      | 総集編                         |
| 28 | 2000年03月20日 月曜日09:00-10:00 | 春分の日           | 群馬・高崎の段     | 群馬音楽センター               |
| 29 | 2000年07月20日 木曜日09:00-10:00 | 海の日             | 神奈川・伊勢原の段 | 伊勢原市民文化会館             |
| 30 | 2000年12月23日 土曜日09:00-10:00 | 天皇誕生日         | 山形の段           | 山形市民会館                   |
| 31 | 2000年12月31日 日曜日14:30-16:00 | 大晦日             | デラックス         | 総集編                         |
| 32 | 2001年03月20日 火曜日09:00-10:00 | 春分の日           | 佐賀の段           | 佐賀市文化会館                 |
| 33 | 2001年07月20日 金曜日09:00-10:00 | 海の日             | 奈良・香芝の段     | 香芝市中央公民館               |
| 34 | 2001年11月23日 金曜日09:00-10:00 | 勤労感謝の日       | 新潟・弥彦の段     | 弥彦総合文化会館               |
| 35 | 2001年12月31日 月曜日14:00-15:30 | 大晦日             | デラックス         | 総集編                         |
| 36 | 2002年03月21日 木曜日09:00-10:00 | 春分の日           | 長崎・平戸の段     | 平戸文化センター               |
| 37 | 2002年09月16日 月曜日09:30-10:30 | 敬老の日の振替休日 | 宮崎・都城の段     | 都城市民会館                   |
| 38 | 2002年12月23日 月曜日09:00-10:00 | 天皇誕生日         | 神奈川・厚木の段   | 厚木市文化会館                 |
| 39 | 2002年12月31日 火曜日10:30-12:00 | 大晦日             | デラックス         | 総集編                         |
| 40 | 2003年04月29日 火曜日09:00-10:00 | みどりの日         | 北海道・旭川の段   | 旭川市民文化会館               |
| 41 | 2003年09月15日 月曜日09:00-09:55 | 敬老の日           | 埼玉・戸田の段     | 戸田市文化会館                 |
| 42 | 2003年12月31日 水曜日16:00-17:30 | 大晦日             | スペシャル         | 総集編                         |
| 43 | 2004年03月20日 土曜日09:00-10:00 | 春分の日           | 静岡の段           | 静岡市民文化会館               |
| 44 | 2004年10月11日 月曜日09:00-10:00 | 体育の日           | 東京・江東の段     | ティアラこうとう               |
| 45 | 2004年12月31日 金曜日17:45-18:55 | 大晦日             | スペシャル         | 総集編                         |
| 46 | 2005年04月29日 金曜日09:00-10:00 | みどりの日         | 奈良の段           | なら100年会館                  |

## スタッフ
2004年時点
- 原作︰尼子騒兵衛
- 構成︰小川美篤
- 振付︰山口真美
- 演出︰渡辺康文
- プロデューサー︰植原智幸（2003年時点では制作統括）
- 制作統括︰冨永慎一、塩浦雅一
- 共同制作︰NHKエンタープライズ21（2003年時点では制作協力）
- 制作・著作︰NHK

### 過去のスタッフ
- 制作統括︰中澤俊哉